# Ekonomika Lichtenštejnska
Ekonomika Lichtenštejnska je i přes malou rozlohu země a omezené přírodní zdroje mimořádně prosperující a vysoce industrializovaná, se svobodným podnikáním, vitálním finančním sektorem a životními podmínkami srovnatelnými s urbanizovanými oblastmi svých evropských sousedů. Nízké zdanění podnikání (maximální daň je 18 %) a snadná pravidla pro podniky zapříčinila, že v Lichtenštejnsku existuje přibližně 73 700 společností, z nichž velká část zde má pouze nominální sídlo. Daně těchto společností tvoří 30 % státních příjmů. Země je ve společné celní unii se Švýcarskem a používá švýcarský frank jako vlastní národní měnu. Do země se importuje více než 90 % energií. Lichtenštejnsko je členem EEA – Evropského ekonomického prostoru, což je organizace, která sloužila především jako článek mezi Evropskou asociací svobodného obchodu (EFTA) a Evropskou unií – od května roku 1995. Vláda v současnosti pracuje na integraci ekonomické politiky do integrované Evropy.

## Vývoj

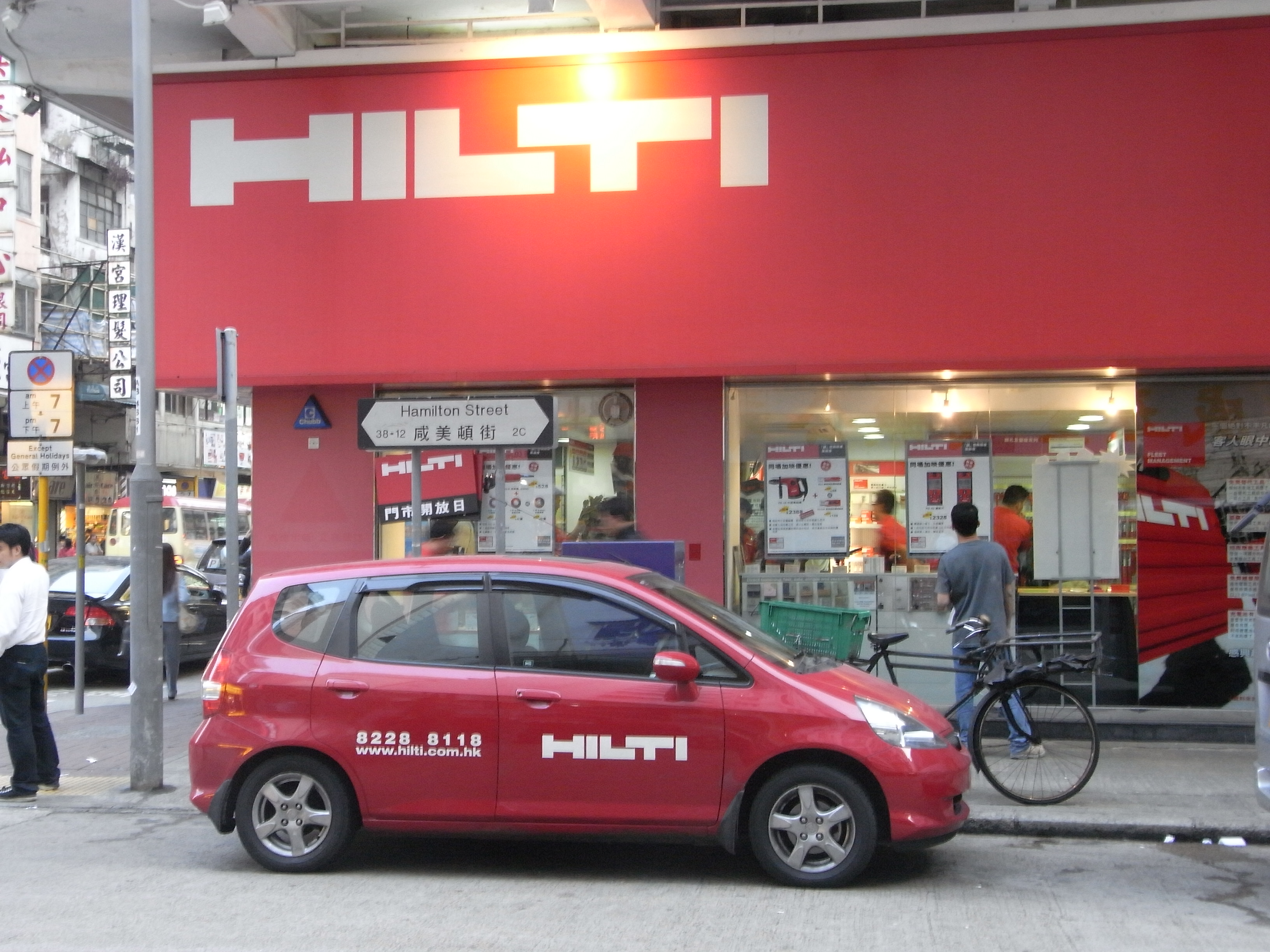
Kancelář společnosti Hilti v Hongkongu v březnu 2010, příklad lichtenštejnské exportní ekonomiky.

Lichtenštejnsko je velmi malý stát a vyznačuje se extrémně pružnou ekonomikou. Nezúčastnilo se žádné války, nikdy neutrpělo válečné škody. Stejně jako jeho soused Švýcarsko nevstoupilo do Evropské unie.

## Současnost
Velkou většinu všech zisků této malinké země tvoří turismus (leží v Alpách), dále pak bankovnictví, prodej poštovních známek a výroba čokolády.

### Železniční doprava
Lichtenštejnskem prochází jediná železniční trať; spojuje rakouské město Feldkirch se švýcarským městem Buchs.